# Centuripe
Centuripe (Centuripae en latín y Centorbi en siciliano) es una comuna italiana situada en la provincia de Enna, en la región de Sicilia. La ciudad se encuentra a 61 kilómetros de Enna, en una zona con colinas entre los ríos Dittaino y Salso.
La economía de la ciudad se basa sobre todo en la agricultura. Existen cuevas de sulfuro y sal mineral y manantiales de agua.

## Historia

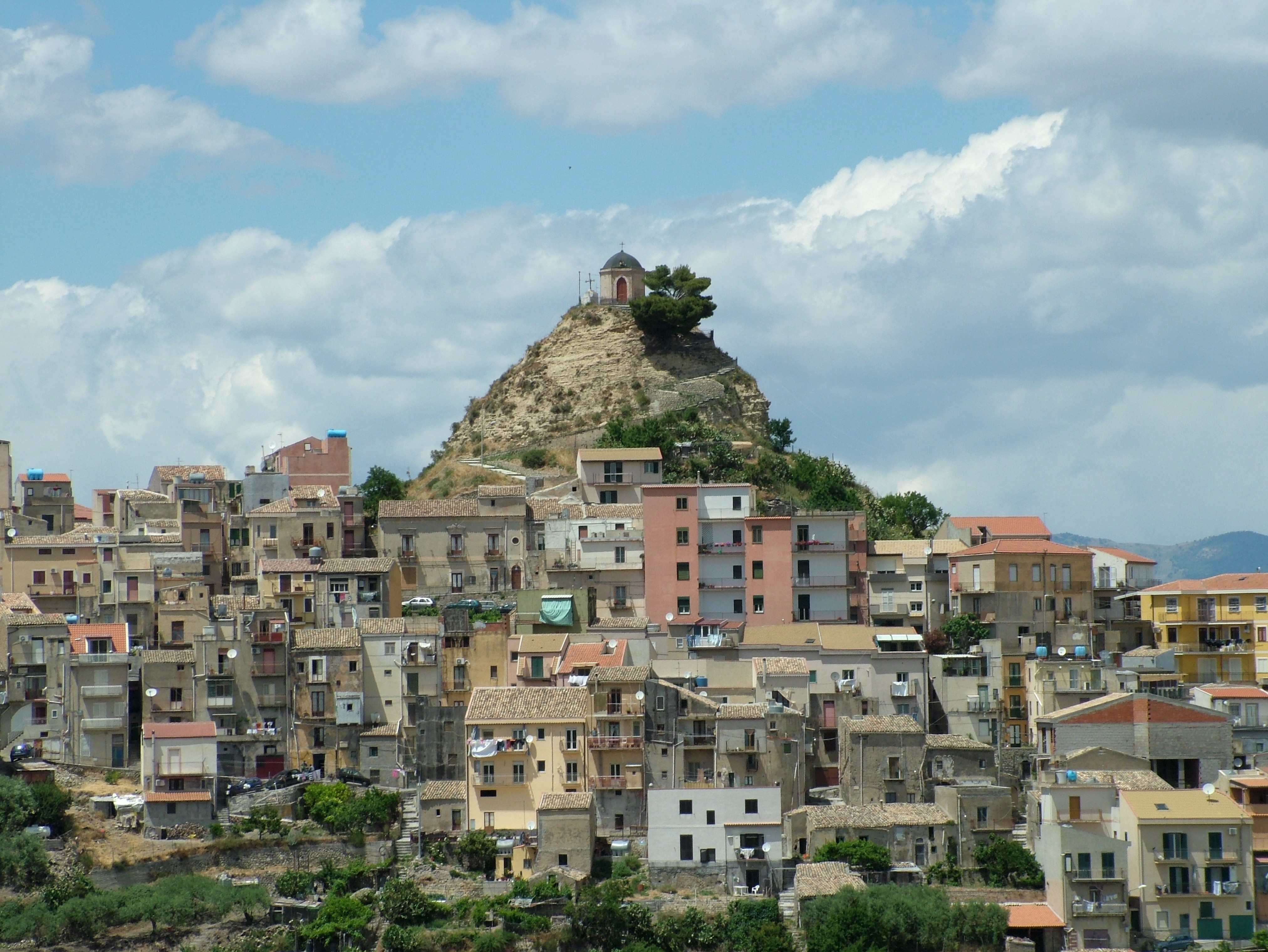
Vista de Centuripe.

La ciudad de los sículos Centóripa (en griego, Κεντόριπα), helenizada en el siglo V a. C. es mencionada por Tucídides: En 414 a. C. la expedición ateniense la atacó y obligó a la ciudad a aceptar la alianza ateniense. En 396 a. C. Dionisio I de Siracusa se alió con el tirano de Centuripe, Damón. En tiempos de Timoleón era gobernada por el tirano Nicodemo, que fue derrocado por el corintio y la ciudad recuperó la libertad (339 a. C.). Más tarde pasó a poder de Agatocles que puso una guarnición. Durante la guerra de Agatocles contra Cartago la ciudad se independizó. En la primera guerra púnica Centoripe era aliada de Hierón II de Siracusa al que ayudaron contra los mamertinos, y a cambio recibieron una parte del territorio de Ameselum, destruida antes por Hierón. Esta alianza llevó a la guerra contra Roma (aliada de los mamertinos) y la ciudad fue asediada por los cónsules Manio Otacilio Craso y Manio Valerio Máximo. Durante el asedio muchas ciudades de la isla se sometieron a Roma, pero no se sabe si Centóripa siguió sus pasos inmediatamente, si bien más tarde aparece ya bajo dominio romano y en buenos términos con los romanos.
Cicerón la describe, tal vez con alguna exageración, como la más rica de las ciudades de Sicilia, con una población de 10 000 habitantes y que tenía cultivado un extenso territorio. Le fue concedido el derecho latino antes que las demás ciudades de la isla. Una parte del territorio de Etna y de Leontinos pasó a Centuripe, así como otros territorios más lejanos. Los habitantes sufrieron las exacciones de Cayo Verres y los ataques de Sexto Pompeyo. Los servicios contra éste fueron recompensados por Augusto que restauró la ciudad la cual obtuvo la franquicia latina.
El emperador Federico II Hohenstaufen destruyó completamente la ciudad en 1233 como represalia por haberse rebelado y sus habitantes fueron deportados. El rey Carlos de Anjou destruyó completamente la ciudad. La ciudad fue reconstruida en 1548 por Francesco Moncada. La ciudad fue conocida hasta 1863 como Centorbi.
Allí nació el médico Apuleyo Celso.

## Patrimonio
Existen restos de las antiguas murallas de la ciudad y de edificios, sobre todo de la época romana, así como numerosos restos de terracotas helenísticas que han sido descubiertos en excavaciones. Otros monumentos incluyen la Chiesa Madre del siglo XVII y las ruinas del "castillo de Conradino", realmente una construcción romana de la época imperial.

## Demografía
| Gráfica de evolución demográfica de Centuripe entre 1861 y 2001 |
|                                                                 |
| Fuente ISTAT - elaboración gráfica de Wikipedia                 |

## Ciudades hermanadas
- Lanuvio, Italia (18 de septiembre de 1974)